# Корф (залив)
Заливът Корф (на руски: Корфа залив) е залив на Берингово море, на крайното североизточно крайбрежие на полуостров Камчатка, в Камчатски край на Русия. Вдава се навътре в сушата на 75 km между полуостровите Говен на изток и Илпински на запад. Ширина на входа около 70 km. Дълбочина 20 – 68 m. Бреговете му са предимно високи. Зимата замръзва в крайбрежните части. Приливите са неправилни полуденонощни с височина до 2 m. В него се вливат реките Вивенка, Авенваям, Култушная и др. По бреговете му има много леговища на моржове, а във водите му – китове. Развито е промишленото риболовство. По крайбрежието са разположени селата Тиличики (районен цантър), Вивенка, Корф и др. Наименуван е през 1885 г. в чест на първия руски генерал-губернатор на Амурския край генерал Андрей Николаевич Корф.
Първите сведения за залива дава руския първопроходец Владимир Атласов през 1697 г., когато провежда похода си на полуостров Камчатка. За първи е описан и първично картиран през лятото на 1728 г. по време на Първата Камчатска експедиция под командването на Витус Беринг.